# Vuelo 5055 de LOT
El Vuelo 5055 de LOT fue un Ilyushin Il-62M de LOT Polish Airlines que se estrelló en las horas finales de la mañana del sábado 9 de mayo de 1987. El evento tuvo lugar en la Reserva Natural Kabaty Woods en las afueras de Varsovia, Polonia. Los 183 a bordo perecieron en el accidente. El accidente es el más mortal de cualquier participación de un Ilyushin Il-62 y el más mortífero que se ha producido en Polonia. Se determinó que fue causado por la desintegración de un eje del motor debido a rodamientos defectuosos.
Fue el desastre aéreo más grave de 1987 y es el peor accidente que involucra al Il-62.

## Aeronave
El avión era un Ilyushin Il-62M, construido en el tercer trimestre de 1983, que lleva el nombre de Tadeusz Kościuszko, en honor del líder militar polaco del mismo nombre. Cabe destacar que 2 diferentes polacos llevaban este nombre: uno era Il-62 SP-LAB, el segundo avión de este tipo fue adquirido por LOT en 1972, y la otra, que se estrelló, fue un Il-62M adquirido en 1984.

## Pasajeros y Tripulación
| Nacionalidad   | Pasajeros | Tripulación | Total |
| -------------- | --------- | ----------- | ----- |
| Polonia        | 155       | 11          | 166   |
| Estados Unidos | 17        | 0           | 17    |
| Total          | 172       | 11          | 183   |

El capitán fue Zygmunt Pawlaczyk, de 59 años, con 19.745 horas en el aire (5.542 en Ilyushin-62) y fue capitán desde 11 de mayo de 1978. El primer oficial era Leopold Karcher, el ingeniero de vuelo fue Wojciech Kłossek, el navegante de vuelo fue Lesław Łykowski, el operador de radio era Leszek Bogdan, y Ryszard Chmielewski, era un instructor de ingenieros de vuelo en una observación rutinaria del progreso de Klossek. Por un giro del destino, Chmielewski se programó como un ingeniero de vuelo en el Vuelo 7 de LOT Polish Airlines hace 7 años, pero él cambió turnos con su colega.
La sobrecargo era Maria Berger-Sanderska, los otros asistentes de vuelo eran Hanna Chęcińska (que estaba en la bahía de la cabina técnica, al lado de los motores, y probablemente - después de la descompresión - perdió el conocimiento y se quemó en el fuego o fue succionada fuera del avión, su cuerpo nunca fue encontrado a pesar de una búsqueda exhaustiva), Małgorzata Ostrowska, Beata Płonka y Jolanta Potyra.
De los pasajeros, 155 eran de Polonia, mientras que los otros 17 eran de Estados Unidos.

## Resumen del accidente

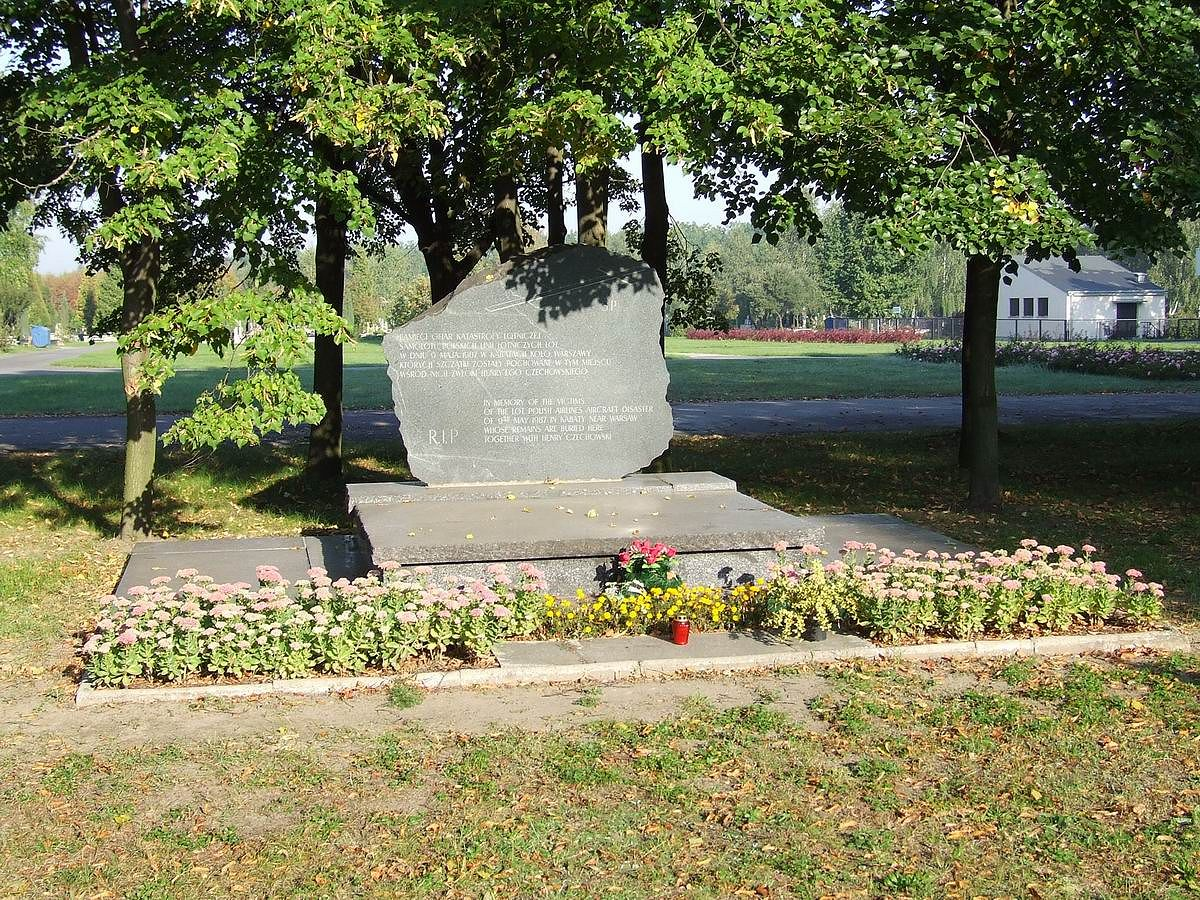
Monumento a las víctimas del accidente

El avión volaba a la ciudad de Nueva York despegó de la pista 33 en el Aeropuerto Okęcie a las 10:18 a. m.. Los pilotos fueron despejados para subir a 31.000 pies (9.400 m) con un curso establecido en Grudziądz VOR, que se alcanzó en 26.500 pies (8.100 m). Poco después el vuelo 5055 despegó de Varsovia, la tripulación fue instruido por el ATC para subir a una altitud de 6.000 metros (20.000 pies) tan pronto como fuera posible:
| 10:26    | Vuelo 5055 | Bueno, vamos a Nueva York, posiblemente seremos capaces de llegar a un nivel de vuelo 180 ... (La lengua en la mejilla) |
| 10:26    | Okęcie ATC | Señores! Usted no va a hacerlo. Tiene unos 5 kilómetros (3,1 millas) al [ruta Tango-Mike-noviembre] RGT. Ya te dije que la remoción fue fijada para el 180 o superior. Aviones militares se entrenan allí, no tengo comunicación con ellos para permitir la separación. |
| 10:26    | Vuelo 5055 | Copiado. |
| 10:31:35 | Okęcie ATC | 5055, rumbo 310, inmediatamente cortar el nivel de vuelo 170 [17.000 pies (5.200 m)]. |
| 10:31:39 | Vuelo 5055 | 5055, rumbo 310. |
| 10:31:41 | Okęcie ATC | Suba inmediatamente. Quiero decir que, de inmediato. |

Por el momento, el equipo aplicó el máximo empuje en los motores para subir a 6.000 metros (20.000 pies). Supuestamente, si no hubieran  aplicado el empuje, el disco de la turbina en el motor izquierdo interior habría sobrevivido todo el vuelo. Sin embargo, 9 minutos después de que se aplica el empuje, los rodamientos defectuosos en el interior del motor se recalentaron lo suficiente (hasta aproximadamente 1000 °C o 1832 °F) para causar una explosión.
Un motor explotó y empezó a arder a las 10:41 de la mañana, cuando el avión acababa de pasar el pueblo de Lipinki, cerca de Warlubie (cerca Grudziądz, a 8.200 metros (26.900 pies) y 810 kilómetros por hora (500 mph). Los cojinetes sobrecalentados explotaron, destruyendo el eje, la turbina de disco quemó el motor separado del eje destruido; el disco se liberó hilado a una velocidad enorme y, en cuestión de segundos, se desintegró de forma explosiva, destruyendo el motor 2. Los restos de la explosión violenta extendido alrededor (con una velocidad estimada de 160 metros por segundo (520 pies/s), perforando el fuselaje, la ruptura de los controles de vuelo y los cables eléctricos, y causando daños al motor 1 - una combinación externa izquierda, que pronto comenzó también para quemar. Un pedazo de escombros ardiendo irrumpió en la bodega de carga número 4 y provocó un incendio de rápida propagación, el motor izquierdo interior ardía rápidamente hasta el impacto.
Inmediatamente, la tripulación se dio cuenta de que los sistemas de control de los ascensores habían fracasado -sólo el ajuste vertical, se mantuvo operativo- y que 2 motores no funcionaban. Las razones de esto eran desconocidos para la tripulación, que inicialmente sospecharon que el avión podría haber sido golpeada por algo. Los pilotos comenzaron un descenso de emergencia a 13.200 pies (4.000 m). El aeropuerto más cercano en el que el poder de la tierra Il-62 era el de Gdańsk, pero el aterrizaje no fue posible porque la tripulación no pudo deshacerse de suficiente combustible para el intento de aterrizaje de emergencia (el peso de despegue del avión en ese día fue de 167 toneladas, hasta las 10:41 aproximadamente 6 toneladas de combustible fueron consumidos, el peso máximo de aterrizaje de la Il-62M fue 107 toneladas) para que dirigieron su rumbo a Varsovia en su lugar. Debido al sistema eléctrico dañado, el equipo tuvo problemas con el combustible vertido y no se dan cuenta de que el fuego se había propagado a la bodegas de carga en la parte trasera del avión (bodega de carga 4 y 6, y en los minutos finales, probablemente alcanzando a la cabina de pasajeros).
Inicialmente, el equipo destinado a aterrizar en el aeropuerto militar de Modlin, pero en el último momento se decidió continuar el vuelo a Okęcie, donde no era mejor apagar el fuego y el equipo médico. No estaba claro en ese momento por qué la tripulación decidió continuar el vuelo a Varsovia, dado que el fuego se propaga rápidamente y perdió los controles de vuelo, en lugar de la tierra lo más rápido posible a Modlin, donde el fuego y el equipo médico era peor que en Okęcie, pero todavía lo suficientemente bueno para hacer frente a un aterrizaje de emergencia de un avión con un incendio en vuelo. Muchos en ese momento los funcionarios creían habían decidido el avión no debe aterrizar en un aeropuerto militar y (contrariamente a los informes oficiales) denegado la solicitud de la tripulación a aterrizar en Modlin. Si bien esto es un poco plausibles, no hay pruebas concluyentes que apoya esta teoría nunca fue presentado. La hipótesis más probable es que, debido a daños en los sistemas eléctricos, tanto en el detector de incendios en la bodega de carga y en el interior el motor no funcionaba correctamente (en el CVR, un indicador de sonido incendio en el motor se escuchó poco después de la explosión, pero más tarde se desvaneció, la señal volvió a aparecer menos de 4 minutos antes del accidente y continuó hasta el impacto) y así el Capitán Pawlaczyk no sabía acerca de la magnitud del incendio en la bodega y la rapidez con que se propaga, ni acerca de la quema del motor cuando decidió viajar a Varsovia.
Cerca de las 10:53, una explosión en la bodega de carga se produjo, las razones son desconocidas. Se supone que algunos de los tanques de combustible fueron dañados y los vapores del combustible derivado en la bodega de carga en llamas, causando una explosión.
Los pasajeros eran plenamente conscientes de la situación de emergencia, uno de los pasajeros lograron escribir en la primera página de su ejemplar de la Biblia Nuevo Testamento: 05/09/1987 Daños en el avión... Dios, ¿qué va a pasar ahora... Halina Domeracka, R. Tagore St., Varsovia...
Fragmento de la CVR - el momento de la explosión del motor
10.41.28 señal acústica intermitente de la desconexión del piloto automático
10.41.30 Tripulación: Hey! Presurización!
10.41.32 acústica señal de llamada de la descompresión de la cabina
10.41.34 Tripulación: ¿Hay un incendio? ¿Qué está pasando?
10.41.35 Tripulación: Probablemente un incendio.
10.41.37 Tripulación: Motor? Apágalo!
10.41.39 Tripulación: ... cerrar. Que primero se está quemando!
10.41.42 Tripulación: ... fuego ...
10.41.44 Tripulación: ... todos los pequeños [se refiere a los motores de las válvulas reguladoras ']
10.41.45 Tripulación: Varsovia?
10.41.46 Tripulación: ... todos los pequeños. Descompresión.
10.41.48 Tripulación: 2 motores se han ido!
10.41.49 señal acústica continua de incendio en el motor.
10.41.50 Tripulación: Dos motores se han ido! [...] Apaga ... [...] Estamos dando la vuelta! ¡Fuego!
10.41.55 Tripulación: Peligro! Radar de Varsovia LOT! Radar de Varsovia! [Llamando control de vuelo]
La tripulación intentó aterrizar en Okęcie desde el sur (debido al fuerte viento) y se volvió el avión 180 grados a la pista 33, pero un incendio de rápida propagación en vuelo, que se extendió hasta el exterior del avión (que se arrastraba una llama enorme y un denso humo negro), causó un fracaso total de sobrevivir los controles de vuelo, incluyendo el ajuste de avión. El tren de aterrizaje también no funcionaba. Las bombas de dumping de combustible de emergencia también fueron mal funcionamiento; supuestamente debido a los sistemas eléctricos dañados, a veces se dejaron de funcionar en absoluto, sólo para reanudar el dumping de combustible minutos después. En el momento del accidente, alrededor de 32 toneladas de combustible aún estaban en los tanques. A su vez, muy recto a la izquierda se inició a 11,09 en 4900 pies (1500 m) con una velocidad de 480 kilómetros por hora (300 mph). Por el momento, cuando el avión pasó el pueblo de Józefosław, a unos 10 kilómetros (6.2 millas) del aeropuerto, varios elementos quemados del fuselaje del avión se cayeron, el inicio de incendios locales sobre el terreno. Supuestamente, en este momento el fuego destruyó los controles de recorte verticales. Cuando el avión pasó la ciudad de Piaseczno, que entró en vuelo en forma de sinusoide de los últimos segundos y la nariz buceado-con un ligero 11 grados banco y 12 pitch grado izquierda hacia abajo, estrellándose contra el suelo a 480 kilómetros por hora (300 mph) y la explosión en pedazos en el bosque de 5.700 metros (18.700 pies) de la pista del aeropuerto de Varsovia. (A medida que el vuelo en picada comenzó muy poco antes del accidente, una hipótesis afirma que en los últimos momentos, el fuego de la bodega de carga de propagación en la parte trasera de la cabina de pasajeros, causando histeria colectiva; los pasajeros se dirigió hacia la nariz del avión, lejos del fuego, la desestabilización del avión y haciendo que el buceo. Otra teoría es que el fuego se propaga rápidamente una forma deformada del casco en su parte trasera, que combinada con poderosas fuerzas que actúan sobre el empenaje (alteración del plano de ángulo de ataque y han contribuido a la rápida inmersión). Los restos del avión estaban esparcidos en un área rectangular, de aproximadamente 370 por 50 metros (1.210 por 160 pies).
11.09.47 a. m.
Torre de Okęcie: Desde su posición actual que tiene cerca de 15 kilómetros (9.3 millas) de la pista de aterrizaje.
Tripulación: Entendido.
Tripulación: ... [a su vez] a la izquierda! Motores a la izquierda!
10.11.13 a. m.
Torre: 5055, a la izquierda, hacia el cero a cero y cinco a la izquierda.
Tripulación: Aceptar.
10.11.40 a. m.
Torre: 5055, a la izquierda, rumbo 360.
Tripulación: Queremos convertir. Eso es justo lo que queremos. [Significado implícito: "estamos tratando"]
Torre: Siga girando, gire a tres seis cero. Ahora tiene cerca de 12 kilómetros (7.5 millas) a la pista de aterrizaje.
Tripulación: Aceptar.
11.11.02 a. m.
Torre: 5055, a la izquierda, rumbo 330.
Tripulación: Estamos girando a la izquierda.
Torre: Iniciar aproximación final a unos 11 kilómetros (6,8 millas) de la pista de aterrizaje.
Tripulación: Haremos todo lo que podamos.
Torre: Entendido.
Torre: [Girar] a la izquierda, rumbo 320.
Tripulación: Entendido.
11.11.34 a. m.
Torre: Usted ha venido al lado derecho de la línea central de la pista, seguimos a la izquierda, rumbo 300.
Torre: El viento es 290 grados, a 22 kilómetros por hora (14 mph). Tiene permiso para pista tres.
Tripulación: Aceptar.
11.12.10 a. m.
Transmisor de encendido cuatro veces; fragmentos de expresiones ininteligibles
11.12.13 a. m.
Tripulación: ¡Buenas noches! ¡Adiós! Adiós! Nos estamos muriendo!
Las últimas palabras registradas por el registrador de vuelo dentro de la cabina del piloto en 11:12:13 fueron: "Dobranoc! Do widzenia! Cześć, giniemy!" (es: Buenas noches! ¡Adiós! ¡Adiós, nos estamos muriendo!). Todos los 172 pasajeros y 11 tripulantes murieron cuando el avión se desintegró y se estrelló.

## Causa
Después de la caída del Il-62 del Vuelo 7 de LOT Polish Airlines, LOT Polish Airlines inició la sustitución de sus Ilyushin Il-62 con la versión más modernizada, Ilyushin Il-62ms. Estos tenían motores más nuevos Soloviev D-30 en lugar de Kuznetsov NK-8), pero estos 2 motores turbofan compartían el mismo punto crítico - turbina de baja presión y el diseño del eje del motor y la construcción.

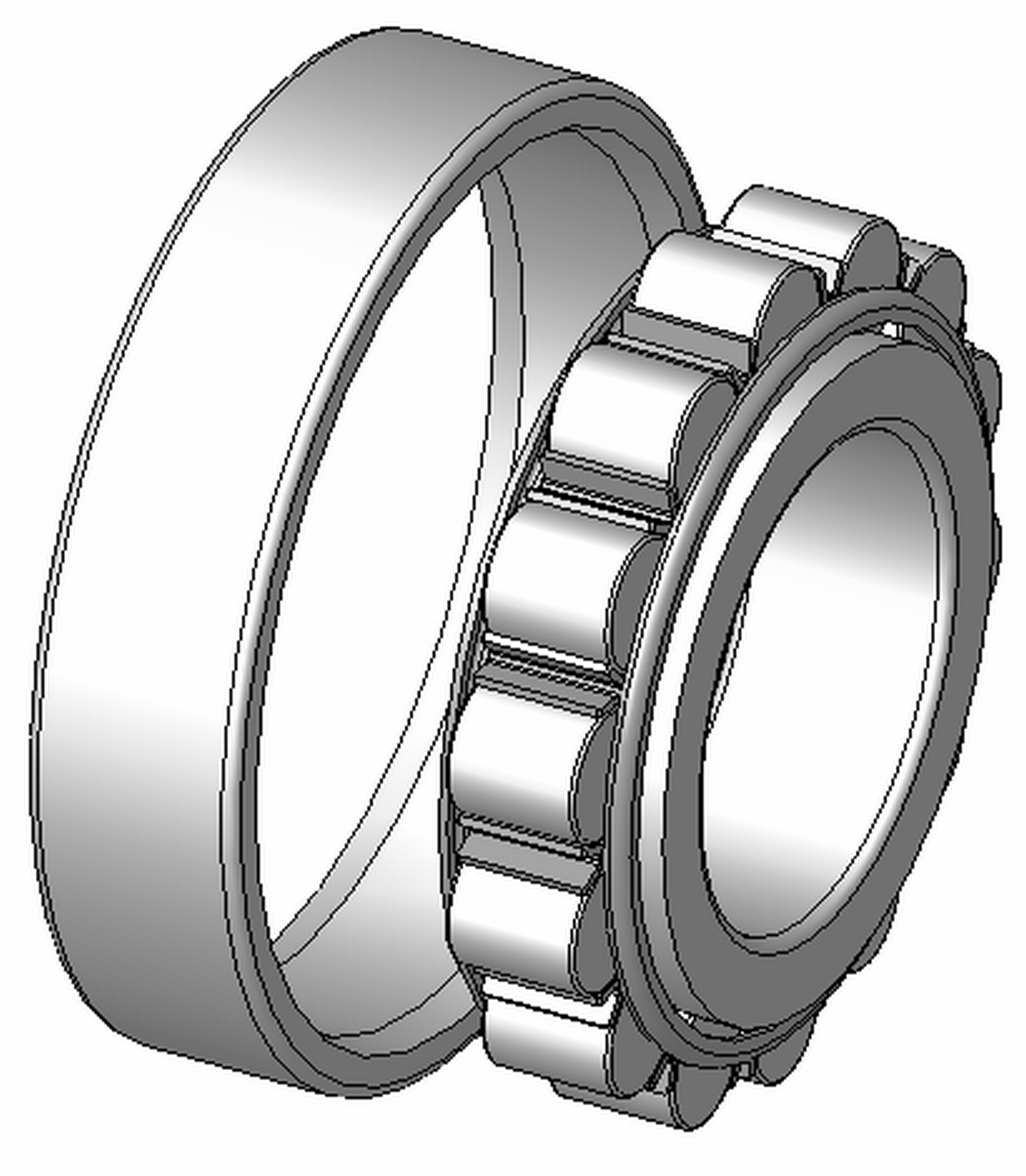
Un rodamiento de rodillos. El anillo circular es la "rueda" por la que los rodillos corren.

De acuerdo con la comisión de investigación de Polonia, la causa del accidente fue la desintegración de un eje de motor debido a fallas de rodamientos dentro del motor n°2, que se apoderaron, causando extensos de calor. Esto a su vez provocó el consiguiente perjuicio para el motor n°1 (y su fuego), una rápida descompresión del fuselaje, un incendio en la bodega de carga (que no fue detectado por un sensor del sistema de alarma contra incendios que estaba dañado), así como la pérdida de control de ascensores y fallo eléctrico progresiva.
Los rodamientos en cuestión eran los rodamientos de rodillos, cada uno fue diseñado para tener 26 rodillos en el interior, pero debido a que el suministro de los rodillos de la fábrica se retrasó - mientras que los rodamientos tenían que ser terminado a tiempo debido a los contratos que vencen - cada rodamiento tenía sólo 13 rodillos.

## Consecuencias
El equipo de bomberos del Aeropuerto de Okęcie estaba al tanto de la situación de emergencia, cuando el avión se estrelló, de inmediato condujo hacia el lugar del accidente, pero no lograron llegar a él porque el camión era demasiado amplio y no podía pasar entre los árboles.
El día era cálido y soleado, por lo que mucha gente descansaba en las cercanías de Kabaty Woods; después del accidente que muchos de ellos se dirigió hacia el sitio. Según informes oficiales, el sitio fue cerrado rápidamente al público, y no hay expolio de los restos fue registrada oficialmente. Sin embargo, algunos informes no oficiales sobre el robo de dinero y objetos de valor surgieron después; pertenencias personales de Halina Domeracka, incluyendo su pasaporte, el Nuevo Testamento de la Biblia, las fotos, y los vidrios fueron recuperados intactos desde el sitio, sin embargo, 400 dólares estadounidenses y 10.000 zlotys polacos habían desaparecido.
Debido a que algunas piezas candentes del casco cayeron, varios incendios locales se iniciaron en el suelo, propagadas por el combustible vertido, todos ellos se extinguieron antes de las 12:00. Un total de 195 bomberos de 44 unidades diferentes participaron.
Todos los cuerpos de las víctimas fueron desmembrados en el accidente, a partir de un total de 183 cuerpos, 62 nunca fueron identificados.
Las primeras noticias de televisión y radio sobre el accidente informó inicialmente que el avión se estrelló era un Il-62M SP-LBD (cn 1138234) "el general Wladyslaw Sikorski".
Todos los miembros de la tripulación a título póstumo recibió alta militares y condecoraciones civiles:el Capitán Pawlaczyk fue dado de Oficiales de la Cruz de Polonia Restituta, otros miembros de la tripulación de vuelo reciben los Caballeros de la Cruz de la misma orden, y los asistentes de vuelo recibieron el oro Cruz del Mérito. El funeral de estado de la tripulación se llevó a cabo el 23 de mayo de 1987 en el Cementerio del Norte Comunitaria en Varsovia. Las tumbas de la tripulación del Vuelo 7 de LOT Polish Airlines se encuentran a unos cientos de metros (pies) de distancia.
Dos días de luto nacional se anunciaron después del accidente. Muchos funcionarios de todo el mundo, entre ellos el papa Juan Pablo II, expresaron sus condolencias a las familias de las víctimas.
La causa del incidente fue similar a la del accidente de Vuelo 007 de LOT Polish Airlines 7 años antes. Después del desastre del Vuelo 007, la comisión investigadora polaca estableció que su desintegración eje motor era el resultado de la fatiga del metal, la preparación de la aleación inadecuada que resulta en un mecanismo defectuoso que era menos resistente a la fatiga y un diseño defectuoso del eje motor. La detección de estos fallos sólo fue posible después de desensamblar completamente el motor y el análisis detallado de todos sus elementos, y como tal fue más allá de las capacidades del personal de servicio en tierra. Estas preocupaciones fueron abordadas por la Comisión Desastres Especiales del Gobierno polaco en la encuesta 1980, pero los diseñadores soviéticos, los ingenieros y los científicos no estaban de acuerdo con estas conclusiones, afirmando que la desintegración de la turbina fue el resultado de la falla del motor, no su causa.
Después de la desaparición del vuelo 5055, un informe similar fue enviado a Moscú, en un principio, se le negó (en parte debido a los ingenieros ya los políticos soviéticos aún mantienen un resentimiento contra los polacos porque LOT Polish Airlines, después de comprar Il-62s en la década de 1970, sustituyó sus equipos de radionavegación separadamente trajo y equipo más moderno de América, sino que fue en el momento considerado muy apropiado por razones políticas), y los ingenieros soviéticos incluso hizo su propio informe, concluyendo que todos los daños a los motores eran la consecuencia del accidente, que fue causado por un error del piloto. Sin embargo, a pesar de las presiones y amenazas de los soviéticos, la comisión polaca estaba junto a sus resultados y, por último, los ingenieros y los políticos soviéticos aceptaron a regañadientes la responsabilidad. Poco después del accidente, LOT Polish Airlines, sigue siendo incapaz de comprar aviones no soviéticos, implementado varias mejoras en la construcción de los Il-62:
- duplicar los controles de vuelo (un tema planteado en el informe de 1980, pero nunca abordados por los ingenieros soviéticos);

- la instalación de un avanzado sistema de detectores de vibración del eje del motor en todos los motores;

- la instalación de detectores de humo más avanzados en las bodegas de carga (no se encontraron detectores de humo para ser más confiables que los detectores de incendios ya utilizadas) y detectores de incendios avanzados en las góndolas de motor;

- sustitución de todos los componentes inflamables en las bodegas de carga con los no inflamables, y

- prueba de laboratorio obligatoria del aceite lubricante del motor después de cada vuelo (la prueba, si se hubiera llevado a cabo antes, se habría detectado el daño a los rodamientos)

Después de las revoluciones de 1989, LOT Polish Airlines inició la compra de aviones Boeing 767 para sus destinos transatlánticos. El último Il-62 polaco fue vendido a Ucrania a finales de 1991.

## Hoy

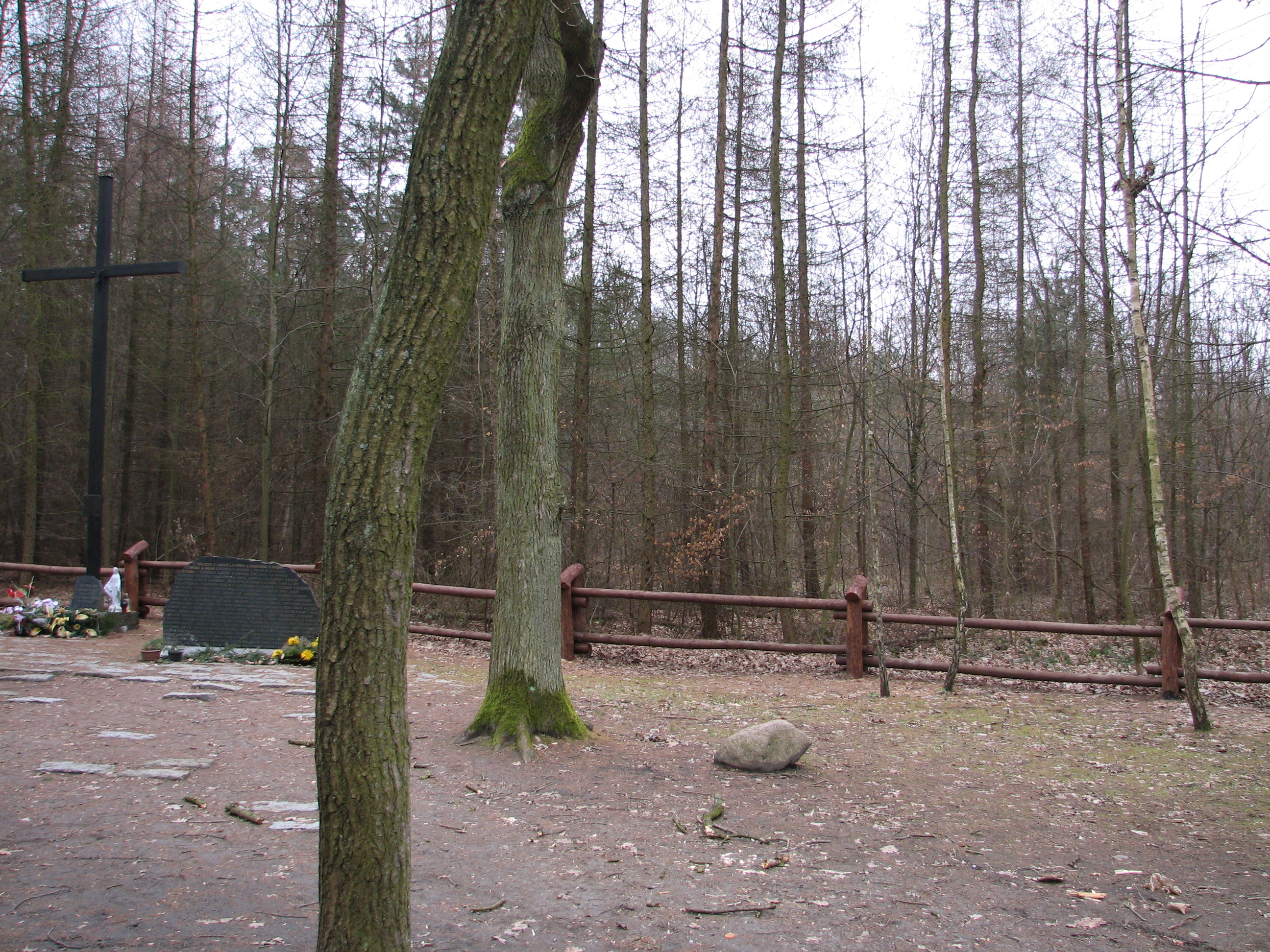
El lugar del accidente en 2009.

Después del accidente, el lugar donde el vuelo 5055 se desplomó y explotó fue, durante tres meses de limpieza, arado y sembrado de nuevos árboles. A partir de 2020, la larga cicatriz en el bosque sigue siendo perfectamente visible desde el aire. En el borde sur de la cicatriz hay un monumento: una cruz cristiana alta y negra y una piedra negra grabada con los nombres de las víctimas del accidente. El distrito de Ursynów tiene una calle Zygmunt Pawlaczyk y, a través del bosque de Kabaty, corre una arboleda que lleva el nombre de Kościuszko.
Las tumbas simbólicas de los miembros de la tripulación se encuentran en el cementerio militar de Powązki, y una tumba colectiva de víctimas no identificadas se encuentra en el cementerio de Wólka Węglowa, el lugar donde se identificaron las víctimas. Algunas víctimas identificadas también fueron enterradas allí, mientras que otras fueron enterrados en sus ciudades de origen.
La ruta de Varsovia a Nueva York fue operada por el IL-62 hasta 1989, cuando se introdujo el primer Boeing 767 y luego se reemplazó por el Boeing 787 en 2012.